# Маркус Едвардс
Маркус Едвардс (англ. Marcus Edwards; нар. 3 грудня 1998, Лондон) — англійський футболіст, півзахисник, нападник португальського клубу «Спортінг». Виступав також за клуби «Ексельсіор» (Роттердам) та «Віторія» (Гімарайнш) та юнацьку збірну Англії різних вікових груп. Чемпіон Португалії.

## Клубна кар'єра
Маркус Едвардс народився 1998 року в Лондоні. Розпочав займатися футболом у школі клубу «Тоттенгем Готспур». У 2016 році Едвардс був переведений до основної команди клубу, проте за основний склад «Тоттенгем Готспур» так і не зіграв, і в 2018 році футболіста відправили в оренду, спочатку до англійського клубу «Норвіч Сіті», а пізніше до нідерландського клубу «Ексельсіор» (Роттердам).
У 2019 році англійський нападник перейшов до португальського клубу «Віторія» (Гімарайнш), у якому він швидко став гравцем основного складу команди. У складі клубу з Гімарайнша грав до 2022 року. З 2022 року Едвардс перейшов до складу клубу «Спортінг». У складі лісабонського клубу в сезоні 2023—2024 років став чемпіоном Португалії. Станом на жовтень 2024 року відіграв за лісабонський клуб 76 матчів в національному чемпіонаті.

## Виступи за збірні
2013 року дебютував у складі юнацької збірної Англії, загалом на юнацькому рівні взяв участь у 49 іграх, відзначившись 13 забитими голами. У складі юнацької збірної Англії віком гравців до 19 років у 2017 році став чемпіоном Європи.

## Титули і досягнення
- Чемпіон Португалії (1):

«Спортінг»: 2023–2024